# Strenquels
Strenquels är en kommun i departementet Lot i regionen Occitanien i södra Frankrike. Kommunen ligger i kantonen Vayrac som tillhör arrondissementet Gourdon. År 2022 hade Strenquels 264 invånare.

## Befolkningsutveckling
Antalet invånare i kommunen Strenquels
| Referens: INSEE |